# Castilleja rubida
Castilleja rubida là loài thực vật có hoa thuộc họ Cỏ chổi. Loài này được Piper mô tả khoa học đầu tiên năm 1900.